# Plainville (Oise)
Plainville é uma comuna francesa na região administrativa de Altos da França, no departamento de Oise. Estende-se por uma área de 4,25 km². Em 2010 a comuna tinha 163 habitantes (densidade: 38,4 hab./km²).